# Myoxocephalus niger
Myoxocephalus niger és una espècie de peix pertanyent a la família dels còtids.

## Descripció
- Fa 27 cm de llargària màxima (normalment, en fa 7,5).
- Cap i cos negrosos.[3][4][5]

## Hàbitat
És un peix marí, demersal i de clima temperat que viu fins als 50 m de fondària.

## Distribució geogràfica
Es troba al Pacífic nord: des del Golf de Pere el Gran i el sud-oest de Kamtxatka (Rússia) fins al mar de Bering.

## Observacions
És inofensiu per als humans.